# Gross Ruchen
Gross Ruchen – szczyt w Alp Glarneńskich, części Alp Zachodnich. Leży w Szwajcarii, w kantonie Uri. Należy do podgrupy Alp Glarneńskich właściwych. Szczyt można zdobyć ze schroniska Windgällen (2032 m), Hüfihütte (2334 m) lub Ruchenhüttli (2755 m).
Pierwszego wejścia dokonali John Sowerby, Ambros Zgraggen i Josef Maria Tresch-Exer 12 lipca 1864 r.